# Worbarrow Bay
Die Worbarrow Bay ist eine große, breite und flache Bucht, östlich von Lulworth Cove auf der Halbinsel Isle of Purbeck in der Grafschaft Dorset, an der Südküste von England.

## Lage
Die Worbarrow Bay liegt etwa sechs Kilometer südlich von Wareham und circa 16 Kilometer westlich von Swanage. Sie geht nach Westen in die Mupe Bay über, mit der zusammen sie eine Art Doppelbucht bildet. Die Worbarrow Bay wird südöstlich-seewärts von der Landspitze Worbarrow Tout begrenzt. Ihr nordwestlich-landwärtiges Ende ist als Cow Corner bekannt. Sowohl die Worbarrow als auch die Mupe Bay sind von mehr oder weniger steilen und hohen Kliffs umgeben. Die Grenze zwischen den Buchten liegt auf Höhe einer Lücke im landwärtigen Teil des Kliffs, hinter der die kleine Bay of Arish Mell liegt. Die Lücke im Kliff wird daher auch Arish Mell Gap genannt.
Im Hinterland der Worbarrow Bay liegt das Geisterdorf und Museum von Tyneham. Die gesamte Bevölkerung von Tyneham wurde im Dezember 1943 kurzfristig evakuiert, um der Armee Platz zu machen, und durfte auch nach Kriegsende nicht wieder an diesen Ort zurückkehren. Die Worbarrow Bay ist nur zugänglich, wenn der Schießplatz Lulworth geschlossen ist und die Wanderwege deswegen für die Öffentlichkeit wieder zugänglich sind. Die Bucht kann mit einem 1,4 Kilometer langen Spaziergang vom Parkplatz neben dem Dorf Tyneham aus erreicht werden.
Am höchsten Punkt des Kliffs der Worbarrow Bay, an dem der Hügel Rings Hill steil zum Meer hin abfällt, befindet sich Flower’s Barrow, wobei es sich um Überreste einer eisenzeitlichen Befestigungsanlage handelt, die aber für den Laien heute an der Geländeoberfläche kaum mehr erkennbar sind. Zudem ist durch die Küstenerosion bereits etwa die Hälfte der Ruine ins Meer gerutscht und in näherer Zukunft wird auch der Rest von Flower’s Barrow im Meer verschwinden.

## Jurassic Coast
Die Steilküste des Ärmelkanals in Ost-Devon und Dorset gehört zu den Naturwundern der Welt. Von Orcombe Point, bei Exmouth, bis zu Old Harry Rocks erstreckt sich ein 155 Kilometer langer Küstenstreifen, der als erste Landschaft in England von der UNESCO zum Weltnaturerbe erklärt wurde.
Die Gesteinsschichten der Jurassic Coast sind nach Osten verkippt. Die geologisch ältesten Gesteine befinden sich daher im westlichsten Abschnitt dieses Küstengeotops. Nach Osten hin nimmt das mittlere Alter der Gesteine sukzessive ab. Die natürlichen Aufschlüsse entlang der Küste bilden eine weitgehend kontinuierliche Abfolge, die von Ablagerungen der Trias, über die des Jura bis hin zu jenen der Kreidezeit reicht und insgesamt einen erdgeschichtlichen Zeitraum von etwa 185 Millionen Jahren repräsentiert. Die Worbarrow Bucht und Worbarrow Tout sind Teil der Jurassic Coast.
- siehe auch Liste der Orte entlang der Jurassic Coast

## Geologie und Geomorphologie

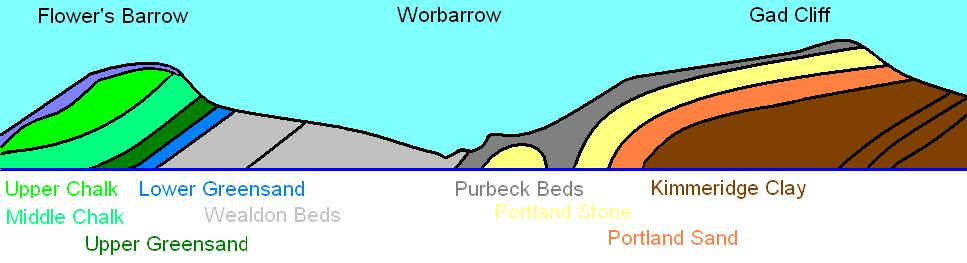
Geologischer Schnitt der Küste unmittelbar östlich der Worbarrow Bay, von NNW (links) nach SSE (rechts)

Die Steilküste in der Worbarrow und Mupe Bay ist, strukturgeologisch betrachtet, Bestandteil einer Großverbiegung, der sogenannten Purbeck Monoklinale. Im Zuge der Bildung dieser Struktur sind die Schichten der dort anstehenden Sedimentgesteine aufgerichtet worden, sodass sie heute mit etwa 45 Grad in Worbarrow und bis zu 60 Grad in Mupe Bay einfallen. In der Umrandung beider Buchten tritt jeweils die gleiche Gesteinsabfolge zutage. Aufgrund der Streichrichtung der Schichten von annähernd West-Ost, ist die Geomorphologie der westlichen Umrandung der Doppelbucht faktisch ein Spiegelbild der östlichen. Die weißen Kreidefelsen der späten Kreidezeit, hier das geologisch jüngste Gestein, stehen an der Rückseite der Doppelbucht an, in der Worbarrow Bay gebildet von den steil abfallenden Kliffs von Cow Corner und Rings Hill. Die Höhe des Kreidekliffs nimmt in Richtung Arish Mell Gap ab. Neben den Oberkreide-Kalksteinen enthält die Steilküste der Doppelbucht Schichten der Unterkreide (Oberen Grünsand und Gault-Ton sowie die sandsteinreichen Wealden-Schichten), die lithologisch vielgestaltigen Purbeck-Schichten, die von der unteren Unterkreide bis ins Oberjura hinabreichen, und die Portland-Stone-Formation des Oberjura. Das Alter der Schichten nimmt dabei seewärts zu, das heißt, die Purbeck-Schichten und der Portland-Kalkstein bilden die Front der Doppelbucht, und zwar in Gestalt des kleinen Kaps Worbarrow Tout im Osten und der Mupe Rocks im Westen. Die Schichten werden hier somit von Norden nach Süden jünger, was vom allgemeinen Muster an der Jurassic Coast abweicht, nach dem die Schichten von Westen nach Osten jünger werden. Die Schichten des Wealden sind relativ anfällig für Erosion, weshalb dort, wo sie anstehen, die Höhe des Kliffs ebenfalls deutlicher abnimmt.